# Gongxi Gongxi
Gongxi Gongxi (Chinês (trad.): 恭喜恭喜; pinyin: Gōngxǐ gōngxǐ; lit. 'Parabéns', ' Parabéns') é uma canção popular usada normalmente para comemoração do Ano-novo chinês. A canção foi originalmente composta em 1945 por Chen Gexin para comemorar a vitória sob o japão após a Segunda Guerra Sino-Japonesa.

## Letra
| Letra em chinês                                                                           | Hanyu Pinyin | Tradução em Inglês |
| ----------------------------------------------------------------------------------------- | --- | --- |
| 每條大街小巷， 每個人的嘴裡 見面第一句話， 就是恭喜恭喜 恭喜恭喜恭喜你呀， 恭喜恭喜恭喜你 | Měitiáo dàjiē xiǎoxiàng, Měige rén dè zuǐlǐ Jiànmiàn dìyī jù huà, Jiùshì gōngxǐ gōngxǐ Gōngxǐ gōngxǐ gōngxǐ nǐ ya Gōngxǐ gōngxǐ gōngxǐ nǐ       | On every street and in every lane, On everybody's lips, Whenever people meet, The first thing they say is "congratulations." Congratulations, congratulations, congratulations to you       |
| 冬天已到盡頭 真是好的消息 溫暖的春風 就要吹醒大地 恭喜恭喜恭喜你呀 恭喜恭喜恭喜你         | Dōngtiān yǐ dào jìntóu, Zhēn shì hǎo de xiāoxī Wēnnuǎn de chūnfēng, Jiù yào chuī xǐng dàdì Gōngxǐ gōngxǐ gōngxǐ nǐ ya Gōngxǐ gōngxǐ gōngxǐ nǐ   | Winter has come to an end, That is really good news, A warm spring breeze is Blowing to wake up the earth. Congratulations, congratulations, congratulations to you                         |
| 浩浩冰雪融解, 眼看梅花吐蕊 漫漫長夜過去， 聽到一聲雞啼 恭喜恭喜恭喜你呀， 恭喜恭喜恭喜你  | Hàohào bīngxuě róngjiě, Yǎn kàn méihuā tùruǐ Mànmàn chángyè guòqù, Tīngdào yīshēng jī tí Gōngxǐ gōngxǐ gōngxǐ nǐ ya Gōngxǐ gōngxǐ gōngxǐ nǐ     | The icy snow has melted, See the plum tree blossom! The long night is past, I heard the rooster crow. Congratulations, congratulations, congratulations to you                              |
| 經過多少困難， 歷經多少磨練 多少心兒盼望， 盼望春的消息 恭喜恭喜恭喜你呀， 恭喜恭喜恭喜你 | Jīngguò duōshǎo kùnnán, Lìjīng duōshǎo móliàn Duōshǎo xīn'ér pànwàng, Pànwàng chūn de xiāoxī Gōngxǐ gōngxǐ gōngxǐ nǐ ya Gōngxǐ gōngxǐ gōngxǐ nǐ | After experiencing so many difficulties, Going through so many ordeals, How many hearts are looking forward To the news of Spring! Congratulations, congratulations, congratulations to you |